# 查尔顿街-国王街-万丹街历史区

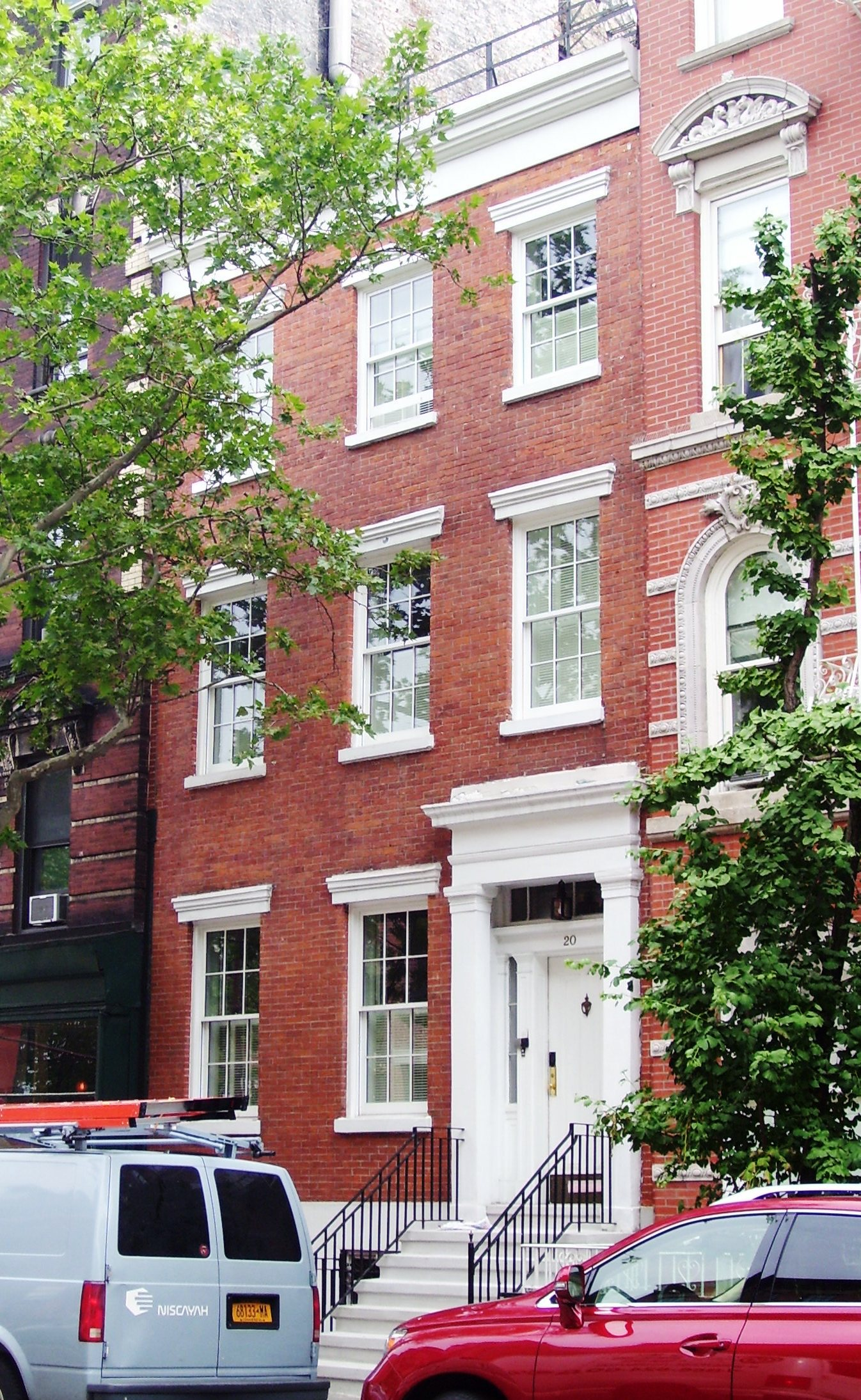

查尔顿街-国王街-万丹街历史区（Charlton–King–Vandam Historic District）是一个小型历史区，位于纽约市曼哈顿格林威治村的南村地区。该区拥有“该市最集中的联邦风格排屋，以及相当集中的希腊复兴住宅。”，1966年被列为纽约市地标。
该区包括部分而不是全部的查尔顿街、国王街和万丹街，介于第六大道和瓦里克街（第七大道的南部延伸线）之间，以及由国王街、麦克杜加尔街、豪斯顿街和第六大道围合的街区。纽约市地标保护委员会在其指定报告中强调，该区并非现代的创造，而是“从一开始就一直是一个独特而独立的社区”。
1973年，该区被列入国家史迹名录。